# Fir of Hotovë-Dangelli Nationalpark
Fir of Hotovë-Dangëlli Nationalpark (albansk: Parku Kombëtar "Bredhi i Hotovës-Dangëlli") er den største nationalpark i Albanien beliggende i Gjirokastër med et areal på 343,61 km2. Parken har sit navn fra Hotova Fir, der betragtes som en af landets vigtigste middelhavsplanter. Parken omfatter kuperet og bjergrigt terræn bestående af kalksten og sandstenaflejringer med adskillige dale, kløfter, kløfter, floder og tætte løv- og nåleskove. International Union for Conservation of Nature (IUCN) har anført parken som kategori II. Parken indeholder også 11 naturmonumenter.
Parken ligger i de fjerne bjergrig egne med Nemërçka- og Tomorr-bjergene mellem Vjosa-dalen i vest, byerne Leskovik i syd, Erseka i sydøst og Osum-dalen i nordøst. Tæt på landsbyen Petran ligger den smalle og dybe Lengarica-kløft med mange huler og varme kilder som Banjat e Bënjës. Inden for parkens grænser er der mange landsbyer, herunder Frashër, i hjertet af parken. Med hensyn til hydrologi er Vjosa hovedfloden, der danner den vestlige grænse af parken, der flyder gennem Përmet, indtil den løber ud i Adriaterhavet . 
Parken har middelhavsklima med moderate regnfulde vintre og tørre, varme somre. Om vinteren dækker sneen granerne, og om sommeren er der rigelig af frisk luft, på afstand af den albanske sommervarme.
På grund af gunstige økologiske forhold og mosaikfordelingen af forskellige naturtyper og levesteder er har parken en usædvanligt rig og varieret fauna. Skovene er de vigtigste levesteder for pattedyr som vildkat, rådyr, vildsvin, egern, odder og grævling . Brun bjørn, ulv og rød ræv kan også ses på græsgange dybt inde i skoven. De gamle voksende træer i hele parken huser en bred vifte af fuglearter. Mest bemærkelsesværdige blandt dem er kongeørn, stor hornugle, slørugle, spurvehøg, ådselgrib, tårnfalk, lanner falk m.fl.

## Seværdigheder
- Frasheribrødrenes Tårnhus og Museum i Frasher rekonstrueret i 1970'erne af den albanske regering. Museet indeholder dokumenter, fotografier og skulpturer om Frasheribrødrenes oprindelse og deres bidrag til den albanske renæssance.
- Langaricakløften der er perfekt til rafting
- Katiu Ottoman Broen og Benja Termiske Kilder
- En række stier rundt om i området er markeret[6]

Som andre steder i Albanien trues denne nationalpark af opførelsen af vandkraftdæmninger langs Langaricakløften. Miljøforkæmpere protesterer mod det med demonstrationer i Tirana, da der pågår arbejder i det berørte område, hvilket kan skade økosystemer og påvirke arbejdssituationen i turistindustrien.